# Kirchen- und Schulhaus Freienthal

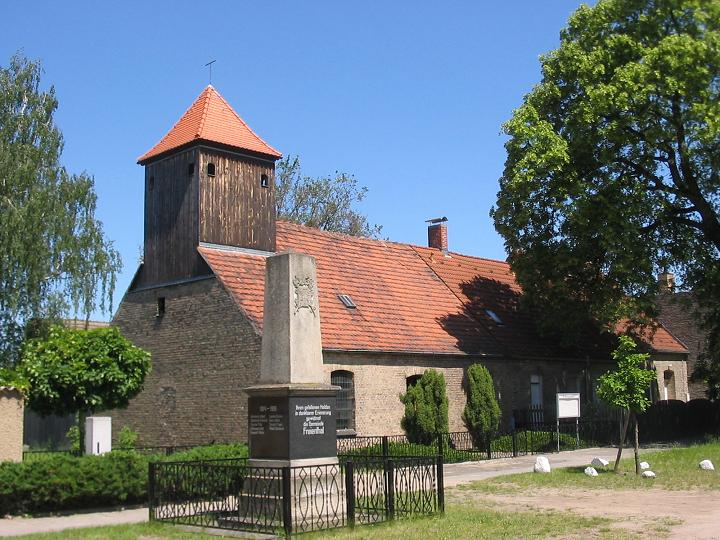
Kirchen- und Schulhaus in Freienthal

Das Kirchen- und Schulhaus Freienthal ist ein denkmalgeschütztes Bauwerk in Freienthal, einem bewohnten Gemeindeteil der Gemeinde Planebruch im Landkreis Potsdam-Mittelmark in Brandenburg. Die Kirchengemeinde gehört zum Kirchenkreis Mittelmark-Brandenburg der Evangelischen Kirche Berlin-Brandenburg-schlesische Oberlausitz.

## Lage
Die Straße Freienthal führt von der Landstraße 85 in nordnordöstlicher Richtung aus dem Ort. Das Bauwerk steht nördlich der Straße auf einem Grundstück, das mit einem Zaun eingefriedet und in die übrige Wohnbebauung eingebettet ist.

## Geschichte
Freienthal wurde von 1754 bis 1756 unter Leitung von Friedrich II. vermutlich auf der wüsten Feldmark von Klein Damelang als Spinnerdorf angelegt. Eine Kirche gab es zur Ortsgründung nicht; die Gottesdienste fanden im Haus des Dorfvorstehers statt. Das Kirchenpatronat lag beim König bzw. Fiskus. Erst 1784 entstand ein kleines Bethaus, an das 1792 im Westen ein Kirchturm angebaut wurde. Um 1800 wurde das Bauwerk nach Osten hin um eine Schule erweitert. Eine Sanierung erfolgte in der Mitte der 1960er Jahre.

## Baubeschreibung

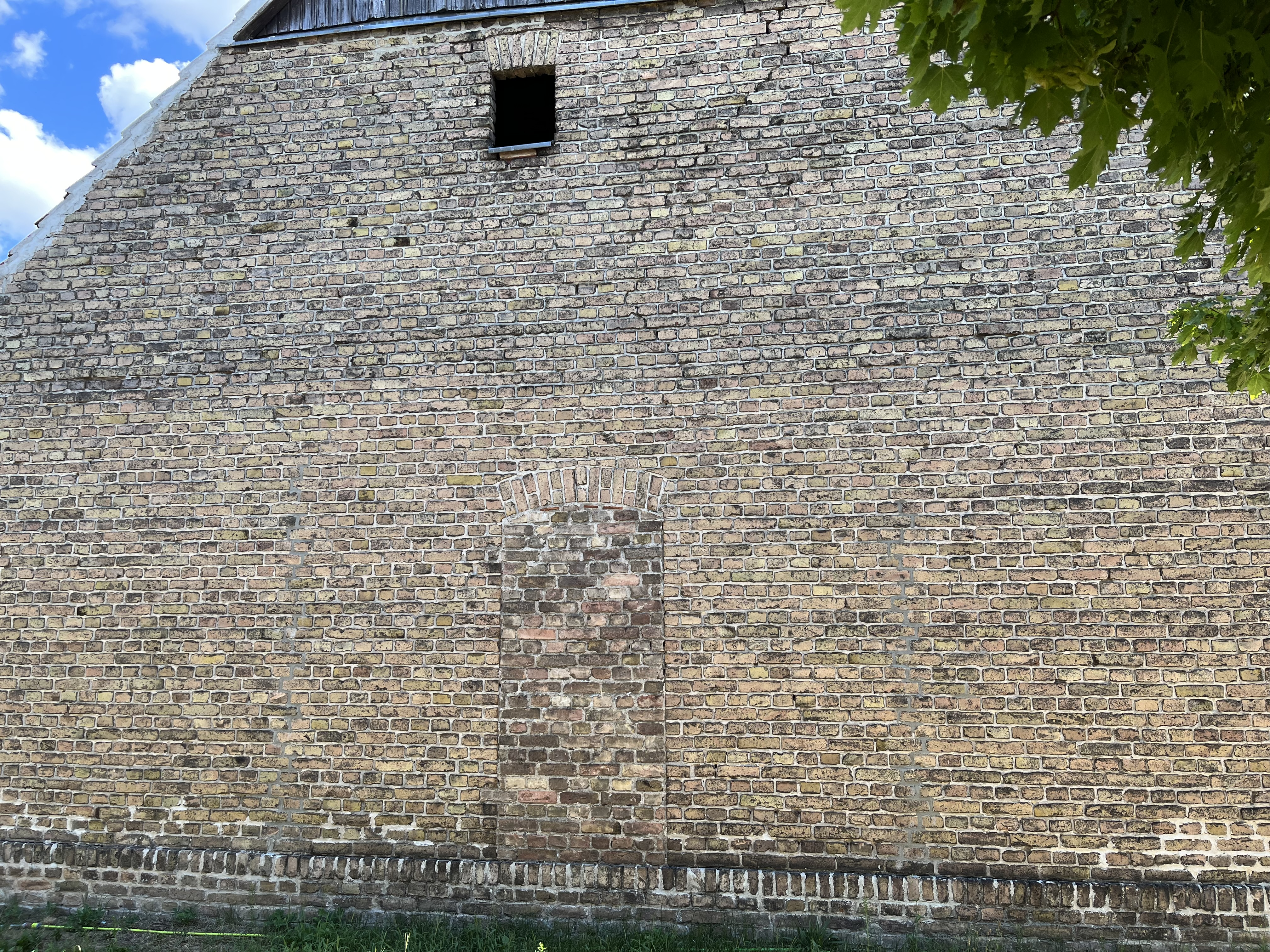
Westansicht

Das Bauwerk entstand im Wesentlichen aus gelblich-braunem Mauerstein und hat einen rechteckigen Grundriss. An der Südseite ist im Bereich des Bethauses mittig eine gedrückt-segmentbogenförmige Pforte, die von je zwei ebenfalls gedrückt-segmentbogenförmigen Fenstern begleitet wird. An der Nordseite sind drei kleinere Fenster. Der Zugang zum Schulgebäude erfolgt weiter westlich durch eine eigene Pforte. Die Westwand ist fensterlos; lediglich im Giebel ist eine kleine hochrechteckige Öffnung. Zu einem früheren Zeitpunkt befand sich an der Westseite eine Pforte, die jedoch zugesetzt ist. Oberhalb des schlichten Satteldachs erhebt sich ein quadratischer, verbretterter Turmschaft mit je zwei kleinen Klangarkaden an jeder Seite. Darüber ist ein Pyramidendach, das mit einem Kreuz abschließt.
Vor dem Bauwerk erinnert ein südwestlich platziertes Mahnmal an die Gefallenen der Weltkriege. Eine 2004 zur 250-Jahr-Feier des Ortes gepflanzte Friedrich-Eiche steht südlich des Bauwerks und erinnert an die Gründung durch Friedrich II. Östlich hiervon erinnert eine Tafel an den in Freienthal geborenen Schriftsteller Friedrich Wilhelm August Karl Heyse (1832–1902).